# Bibliothèque municipale de Grand-Bassam
La Bibliothèque municipale de Grand-Bassam est située à Grand-Bassam. Elle est située dans le quartier France sur l'emplacement de l'ancien marché aux viandes de la ville historique

## Description
Le bâtiment où est située la bibliothèque servait auparavant de marché aux viandes. Tandis que l'actuel Centre culturel Jean-Baptiste Mockey se trouve dans l'ancien marché aux viandes.
La bibliothèque sert, aujourd'hui, d’épanouissement intellectuel et culturel des établissements scolaires et centres de formation, 
et participe au développement socioculturel et intellectuel de sa jeunesse.
Dans le cadre d’un partenariat, la ville de Moulins, en France, a offert des cartons de 683 ouvrages scolaires à la bibliothèque municipale de Grand-Bassam, dans le cadre d’un partenariat .